# Bernard Dubourdieu
Bernard Dubourdieu, francoski viceadmiral, * 28. april 1773, Bayonne, Francija, † 13. marec 1811 pri otoku Visu (Hrvaška).
Admiral Dubourdieu je bil poveljnik francosko-beneške eskadre šestih fregat v pomorski bitki z britansko eskadro 13. marca 1811, ki se je odvijala pred otokom Vis v Jadranskem morju. V bitki, v kateri je slavil zmago britanski poveljnik William Hoste, je Dubourdieu na fregati La Favorite izgubil življenje.